# Bolden er hans
Bolden er hans er en dansk oplysningsfilm fra 1957 instrueret af Nicolai Lichtenberg og efter manuskript af Leck Fischer.

## Handling
Alt er klar til den store pokalfinale, og dommeren er ved at lægge bolden på plads. Da kommer fru Hansen ind på grønsværen, tager bolden og går sin vej med den. Radioreporteren løber efter hende og forklarer, at dette her går ikke, tilskuere og radiolyttere venter på, at kampen skal begynde. Men fru Hansen holder fast på bolden og taler om alle de unge, der må nøjes med få og dårlige sportslokaler og tilfældige, dårligt uddannede instruktører. Hun viser reporteren, at der er for få idrætshaller, sportspladser, svømmebassiner. Der mangler materialer, redskaber og instruktører. Gøres der nok for idrætten i Danmark? Fru Hansens dreng skal have bolden, han kan bruge den.

## Medvirkende
- G. Hall Christensen
- Gunnar Nu Hansen
- Svend Aage Madsen